# Chusquea talamancensis
Chusquea talamancensis là một loài thực vật có hoa trong họ Hòa thảo. Loài này được Widmer & L.G.Clark mô tả khoa học đầu tiên năm 1991.